# Ingo Steuer
Ingo Steuer (* 1. November 1966 in Karl-Marx-Stadt) ist ein ehemaliger deutscher Eiskunstläufer, der im Paarlauf für die DDR und Deutschland startete. An der Seite von Mandy Wötzel wurde er 1997 Weltmeister und 1995 Europameister. Er ist heute als Eiskunstlauftrainer tätig und führte das Eiskunstlaufpaar Aljona Sawtschenko und Robin Szolkowy zu fünf Welt- und vier Europameisterschaftstiteln. Steuer war inoffizieller Mitarbeiter der DDR-Staatssicherheit.

## Leben
Ingo Steuer begann im frühen Kindesalter mit dem Eiskunstlaufen. Er startete zunächst für den SC Karl-Marx-Stadt, der nach der Wiedervereinigung zum SC Chemnitz wurde. Seine Paarlauftrainerin war Monika Scheibe.
Zunächst lief Ingo Steuer mit Manuela Landgraf und wurde mit ihr 1984 in Sapporo Juniorenweltmeister für die DDR. Das Paar ist damit das erste und bisher einzige deutsche Paar, das Juniorenweltmeister werden konnte.
Nach der Trennung des Paares lief er einige Jahre mit Ines Müller und erreichte mit ihr bei den Europameisterschaften 1990 und 1991 den jeweils siebten Platz.  
1992 wechselte Steuer erneut die Partnerin und trat fortan mit Mandy Wötzel an. 1993 wurden sie zum ersten Mal deutsche Meister. Bei der Europameisterschaft in Helsinki gewannen sie mit Silber ihre erste bedeutende internationale Medaille. Bei ihrer ersten Weltmeisterschaft wurden sie in Prag Vize-Weltmeister hinter den Kanadiern Isabelle Brasseur und Lloyd Eisler. 1994 verpassten sie Medaillen, bei den Olympischen Spielen in Lillehammer mussten sie wegen einer Verletzung Wötzels aufgeben. In den Jahren 1995 bis 1997 gewannen Steuer und Wötzel die deutschen Paarlaufmeisterschaften. 1995 wurden sie in Dortmund Europameister. 1996 gewannen sie sowohl bei der Europameisterschaft wie auch bei der Weltmeisterschaft die Silbermedaille. Im gleichen Jahr gewannen sie das Grand-Prix-Finale. Auch 1997 errangen sie bei der Europameisterschaft wieder die Silbermedaille. Bei der anschließenden Weltmeisterschaft feierten sie dann ihren größten Erfolg. In Lausanne wurden sie Weltmeister. Nach Saisonende mussten sich beide einer Knieoperation unterziehen. Ingo Steuer hatte außerdem noch einen Autounfall. Dennoch gewannen sie bei den Olympischen Spielen 1998 in Nagano die Bronzemedaille. Danach beendeten Steuer und Wötzel ihre Amateurkarriere und wechselten zu den Profis.
Für den Gewinn der Bronzemedaille 1998 bei den Olympischen Winterspielen wurde er mit dem Silbernen Lorbeerblatt ausgezeichnet.

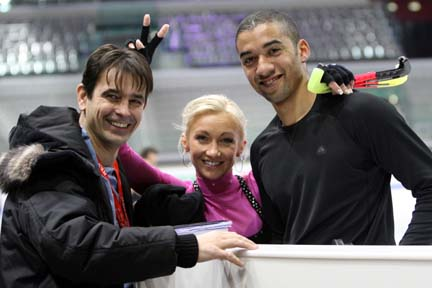
Ingo Steuer mit dem Paar Aljona Sawtschenko und Robin Szolkowy

Steuer ist Paarlauftrainer in Chemnitz. Er hat bisher unter anderem folgende Paare trainiert:
- Nicole Nönnig/Matthias Bleyer (Karriere 2004/2005 beendet)
- Eva-Maria Fitze/Rico Rex (Karriere 2006 beendet)
- Aljona Sawtschenko/Robin Szolkowy (bis 2014; Weltmeister 2008, 2009, 2011, 2012 und 2014, Europameister 2007, 2008, 2009 und 2011)
- Tetjana Wolossoschar/Stanislaw Morosow (Ukraine) (bis 2010)
- Rachel Kirkland/Eric Radford (Kanada) (bis 2010)
- Anaïs Morand/Antoine Dorsaz (Schweiz) (bis 2010)
- Letizia Roscher/Luis Schuster (seit 2021 mit Monika Scheibe[1], seit 2022 mit Robin Szolkowy[2])

In der Saison 2011/12 betreute Steuer zunächst die fünfmalige Deutsche Meisterin im Einzellauf Annette Dytrt, die jedoch bereits im Mai 2011 ihr Karriereende aus persönlichen Gründen bekannt gab.
Ab 2014 betreute Steuer in Chemnitz Lutricia Bock. 2020 wurde er als Vorstandsmitglied des Chemnitzer Eislauf-Clubs geführt.

## Inoffizieller Mitarbeiter der DDR-Staatssicherheit
Als Trainer setzte Steuer 2006 seine Akkreditierung bei den Olympischen Spielen gerichtlich durch. Ihm wurde vom Nationalen Olympischen Komitee eine Tätigkeit als Inoffizieller Mitarbeiter des Staatssicherheitsdienstes der DDR vorgeworfen. Diese gibt er zu, sieht sich jedoch selbst als „Opfer“, da er in seiner Position als 18-jähriger, aufstrebender Eiskunstläufer aus Karrieregründen keine andere Wahl gehabt habe, als der Zusammenarbeit mit der Staatssicherheit zuzustimmen. Steuer bespitzelte von Januar 1985 bis zur Wende und friedlichen Revolution unter dem Decknamen IM Torsten Athleten und Angestellte in seinem Klub, darunter die Olympiasiegerin Katarina Witt.
Der später von Steuer trainierte Robin Szolkowy wurde als Sportsoldat entlassen, weil er an Steuer festhielt. Dagegen klagte dieser. Im Mai 2012 entschied der Bundesgerichtshof, die Entlassung von Szolkowy sei nicht zulässig. Sie stelle einen nicht gerechtfertigten Eingriff in Steuers ausgeübten Gewerbebetrieb als Eiskunstlauftrainer dar, da praktisch alle Spitzensportler Sportsoldaten seien.

## Ergebnisse
(Paarlauf, * mit Manuela Landgraf; ** mit Ines Müller, sonst mit Mandy Wötzel)
| Wettbewerb / Jahr           | 1984 | 1985 | 1986 | 1987 | 1988 | 1989 | 1990 | 1991 | 1992 | 1993 | 1994 | 1995 | 1996 | 1997 | 1998 |
| --------------------------- | ---- | ---- | ---- | ---- | ---- | ---- | ---- | ---- | ---- | ---- | ---- | ---- | ---- | ---- | ---- |
| Olympische Winterspiele     |      |      |      |      |      |      |      |      |      |      | Z    |      |      |      | 3.   |
| Weltmeisterschaften         |      | 8.*  | 11.* |      |      |      |      |      |      | 2.   | 4.   | 5.   | 2.   | 1.   |      |
| Europameisterschaften       |      | 5.*  | 5.*  |      |      |      | 7.** | 7.** | 6.   | 2.   | 5.   | 1.   | 2.   | 2.   |      |
| Juniorenweltmeisterschaften | 1.*  |      |      |      |      |      |      |      |      |      |      |      |      |      |      |
| DDR-Meisterschaften         |      | 2.*  |      |      |      | 3.** | 3.** |      |      |      |      |      |      |      |      |
| Deutsche Meisterschaften    |      |      |      |      |      |      |      | 4.** |      | 1.   |      | 1.   | 1.   | 1.   |      |

- Z = Zurückgezogen (8. Rang nach Kurzprogramm, nach Sturz in der Kür und Verletzung von Mandy Wötzel aufgegeben)

## Doping in der DDR
Im Rahmen des staatlich verordneten Dopings im DDR-Leistungssport erhielt er das Anabolikum Oral-Turinabol.